# Har Rejchan
Har Rejchan (hebrejsky: הר ריחן) je hora o nadmořské výšce 708 metrů v Izraeli, v Horní Galileji.
Nachází se cca 1 kilometr severoseverozápadně od vesnice Richanija a cca 10 kilometrů severně od Safedu. Má podobu částečně zalesněného návrší, které vystupuje nad rovinatý terén v okolí vesnice Alma. Na západní a severní straně jej ohraničuje údolí vádí Nachal Dišon, do kterého na jihozápadní straně kopce ústí další menší vádí. Na severovýchodní straně sousedí s Har Rejchan další výrazné návrší - Har Almon (728 m n. m.), které odděluje krátké ale hluboké vádí Nachal Almon.